# Štětice
Štětice jsou vesnice, část obce Ražice v okrese Písek v Jihočeském kraji. Nachází se asi 1,5 kilometru jižně od Ražic. Prochází zde silnice II/140. Je zde evidováno 60 adres. V roce 2011 zde trvale žilo 110 obyvatel.
Štětice jsou také název katastrálního území o rozloze 5,83 km². V katastrálním území Štětice leží i Humňany.

## Historie
První písemná zmínka o vesnici pochází z roku 1391.

## Obyvatelstvo
| Rok            | 1869 | 1880 | 1890 | 1900 | 1910 | 1921 | 1930 | 1950 | 1961 | 1970 | 1980 | 1991 | 2001 | 2011 | 2021 |
| -------------- | ---- | ---- | ---- | ---- | ---- | ---- | ---- | ---- | ---- | ---- | ---- | ---- | ---- | ---- | ---- |
| Počet obyvatel | 304  | 308  | 313  | 339  | 310  | 336  | 317  | 228  | 248  | 210  | 162  | 121  | 103  | 110  | 149  |
| Počet domů     | 31   | 31   | 34   | 34   | 39   | 43   | 52   | 55   | 55   | 54   | 48   | 55   | 54   | 59   | 68   |

## Obecní správa
Při sčítání lidu v letech 1850–1882 Štětice byly osadou obce Heřmaň v okrese Písek. Od 21. října 1882 do 25. listopadu 1971 byly samostatnou obcí v okrese Písek. Od 26. listopadu 1971 jsou částí obce Ražice v okrese Písek, kdy se konaly obecní volby.

## Pamětihodnosti
- Kaple Korunování Panny Marie, která se nachází ve vesnici, je z let 1825–1826.[10]
- Kříž vedle kaple nese dataci 1863.
- Kříž ve vesnici u silnice vedoucí do Drahonic.
- Výklenková kaple zasvěcená svatému Vavřinci se nachází u staré cesty do Sedliště v polích. Je z roku 1829.[11]
- Výklenková kaple zasvěcená svatému Janu Nepomuckému je vlevo u komunikace z vesnice směrem na Drahonice. Tato je z první poloviny 19. století.[11]
- Výklenková kaple z poloviny 18. století zasvěcená Panně Marii se nachází vpravo u komunikace do Humňan. Druhý, používaný název této kaple je U zlatého trní.[11]
- Tomanova novodobá boží muka zasvěcená svatému Hubertovi jsou na soukromém pozemku ve vesnici před čp. 8. Byla postavena roku 2010 kamenickým mistrem z nedalekých Ražic. Rok poté byla posvěcena.

## Galerie

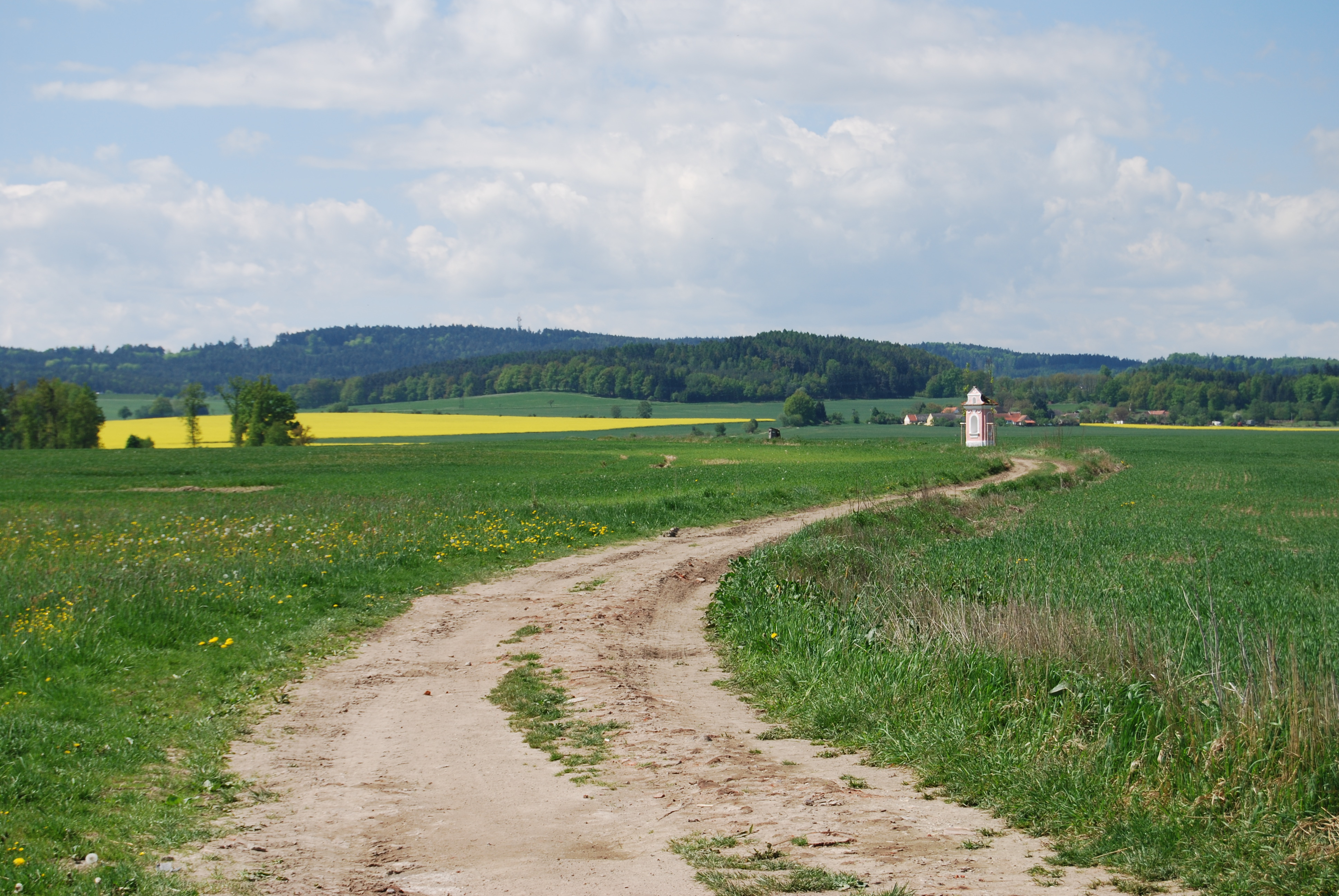
Pohled na okolí a kapli svatého Vavřince
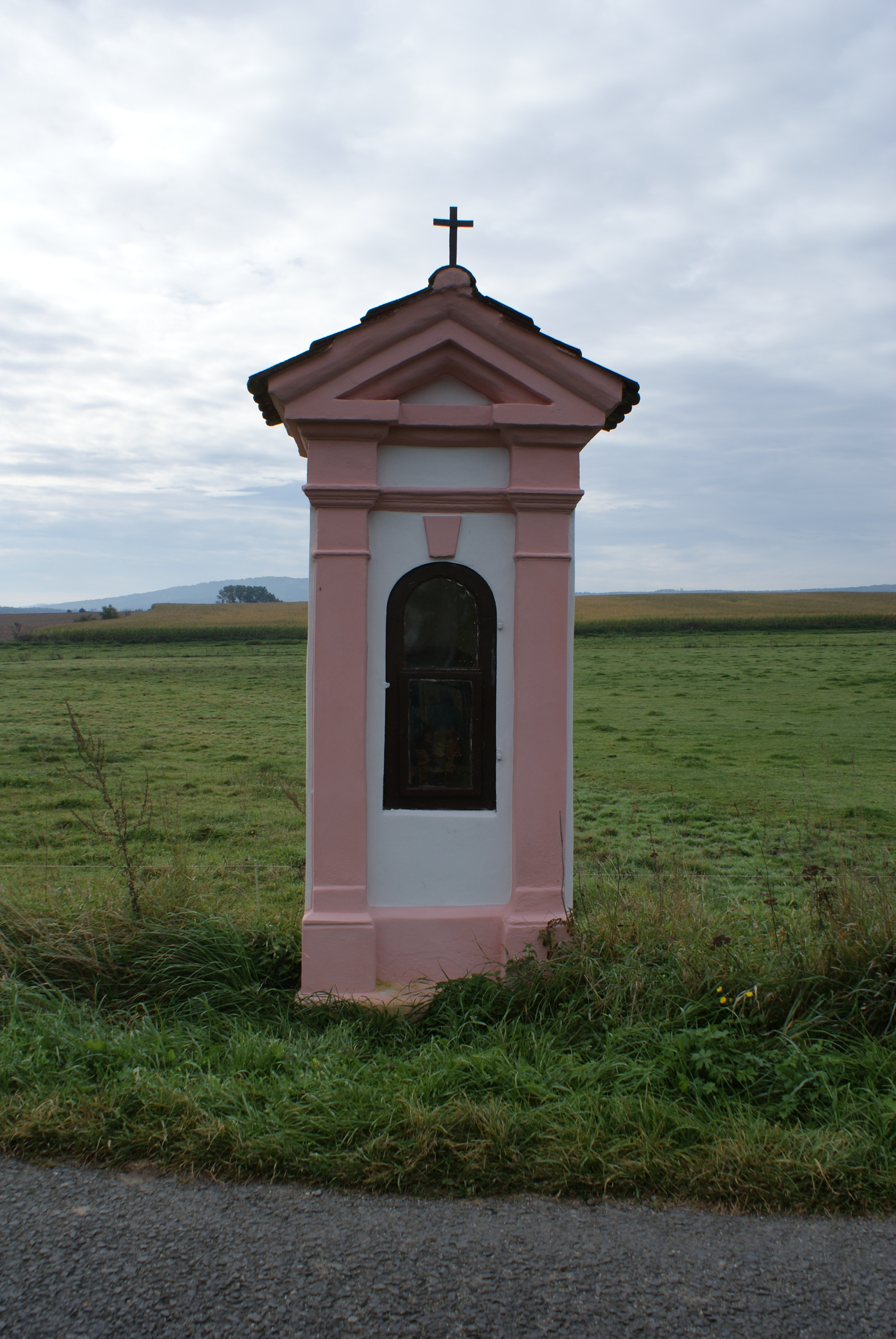
Kaple Panny Marie – U zlatého trní
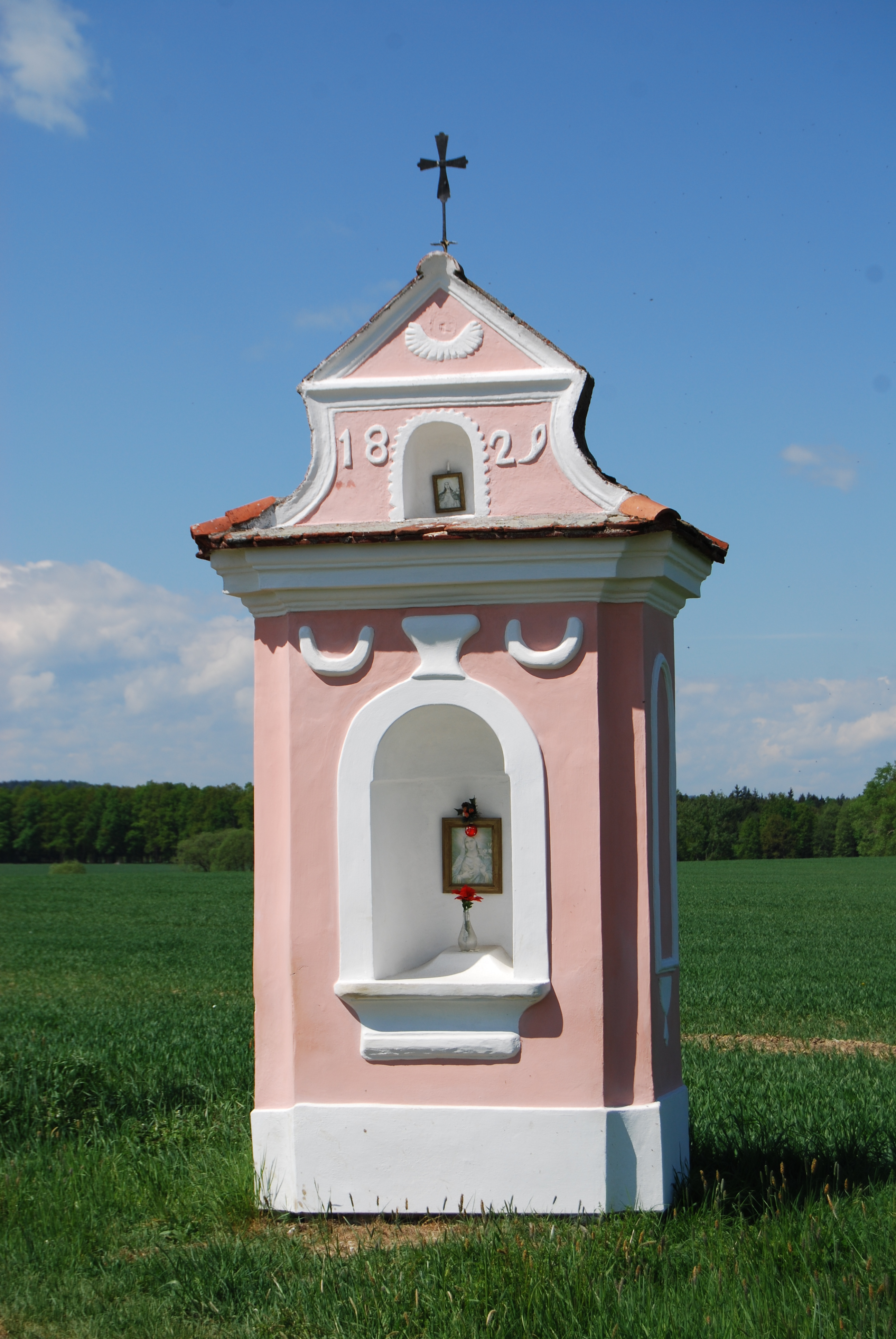
Výklenková kaple svatého Vavřince
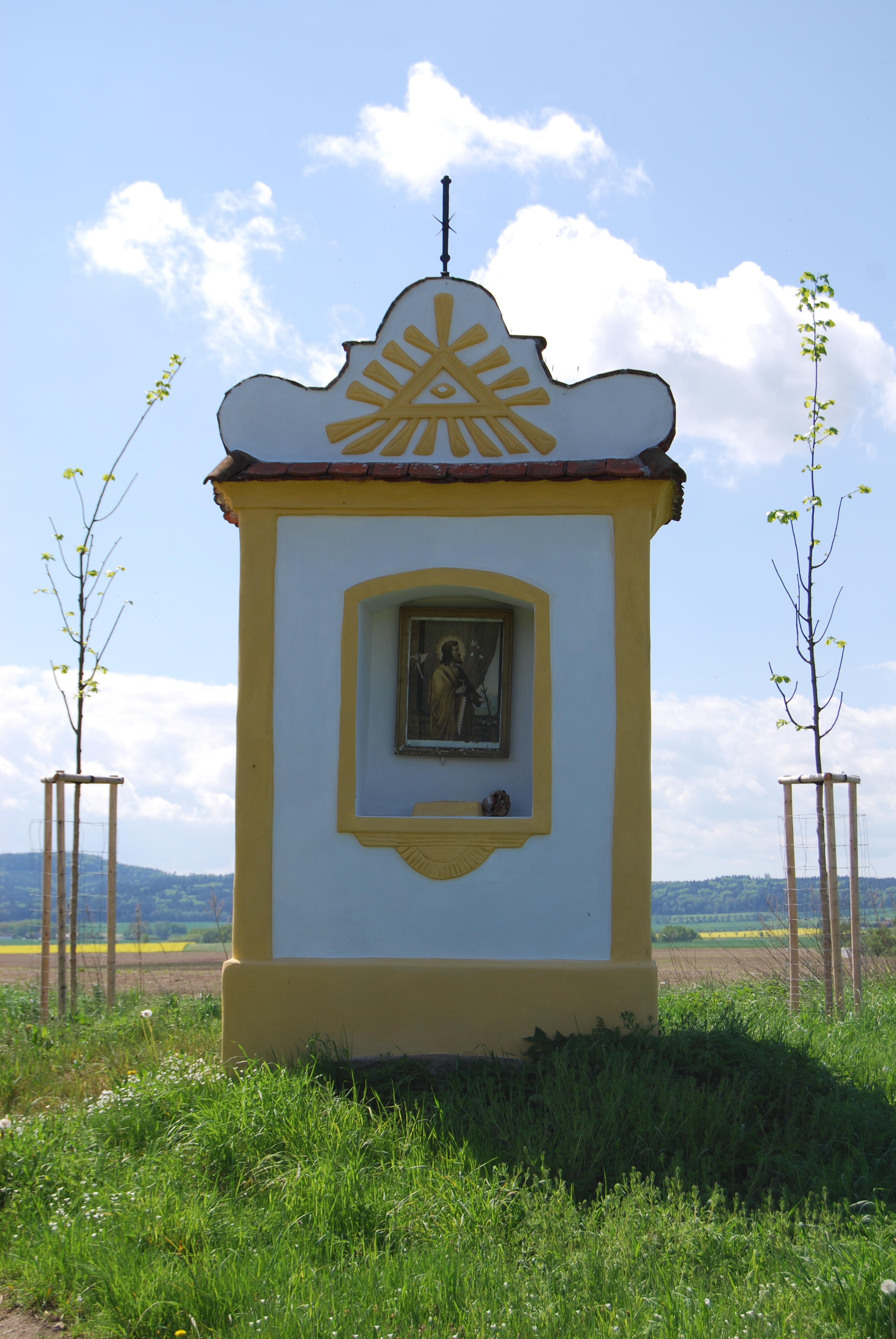
Kaple svatého Jana Nepomuckého
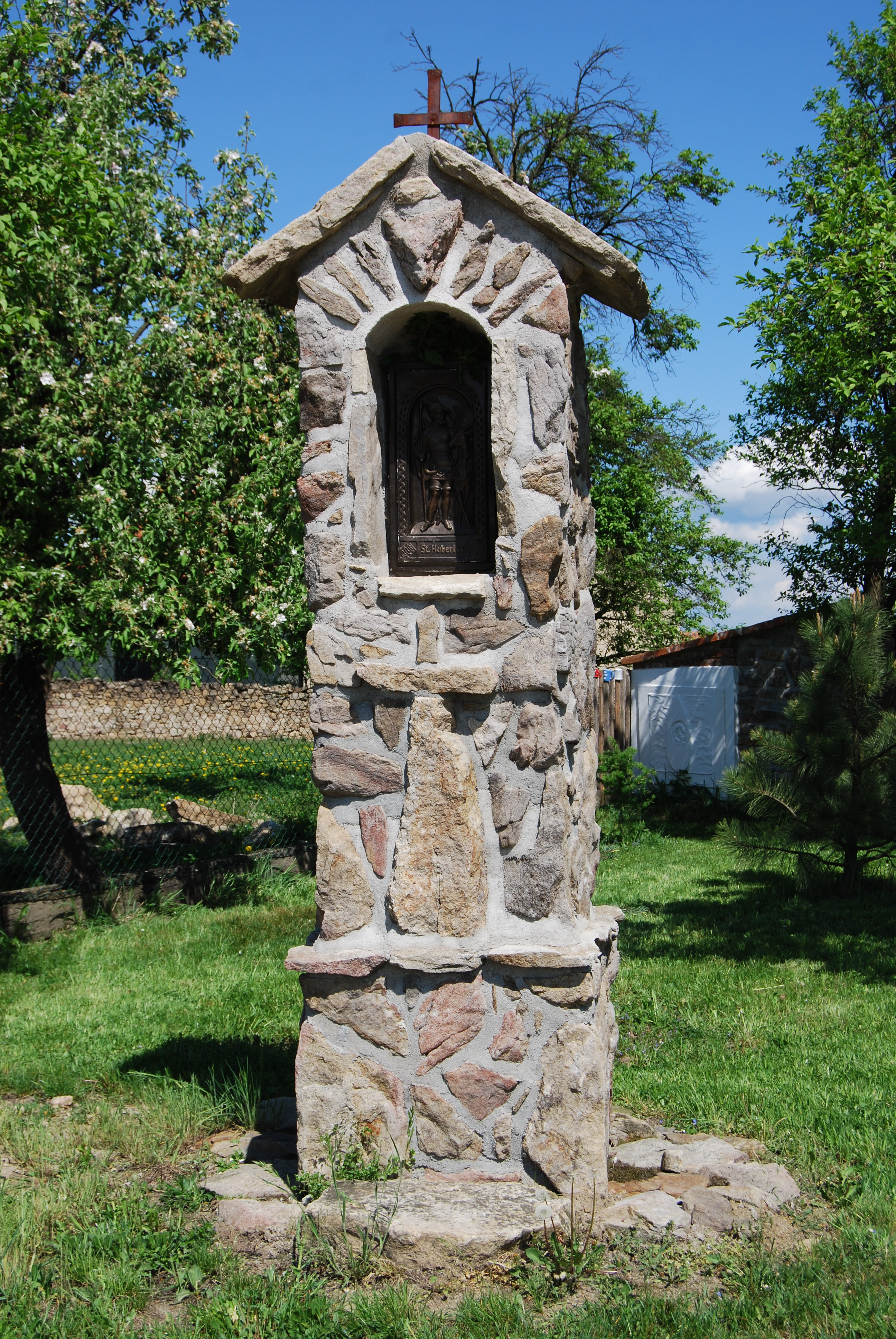
Tomanova boží muka svatého Huberta